# Права ЛГБТ в штате Вашингтон
Лесбиянки, геи, бисексуалы и трансгендеры (ЛГБТ) в штате Вашингтон в США не подвергаются преследованию со стороны официальных властей и официально имеют равные права с проживающими в штате гетеросексуалами.
Однополые сексуальные отношения в штате декриминализированы в 1976 году. Однополые браки являются законными с декабря 2012 года. Дискриминация по признаку сексуальной ориентации и гендерной идентичности полностью запрещена с 2006 года. Конверсионная терапия для несовершеннолетних запрещена с 2018 года.
Штат Вашингтон считается одним из самых дружественных штатов США по отношению к лесбиянкам, геям, бисексуалам и трансгендерам.

## Законы об однополых сексуальных отношениях
Решением Верховного суда США от 2003 года по делу «Лоуренс против Техаса» законы, запрещавшие анальный секс между взрослыми партнёрами по взаимному согласию, в США были отменены. «Закон о содомии» штата Вашингтон, принятый в 1893 году и предусматривавший наказание за анальный и оральный секс, как для гомосексуалов, так и для гетеросексуалов, в виде тюремного заключения сроком на десять лет, был отменён в 1975 году и окончательно утратил юридическую силу 1 июля 1976 года.

## Однополые браки

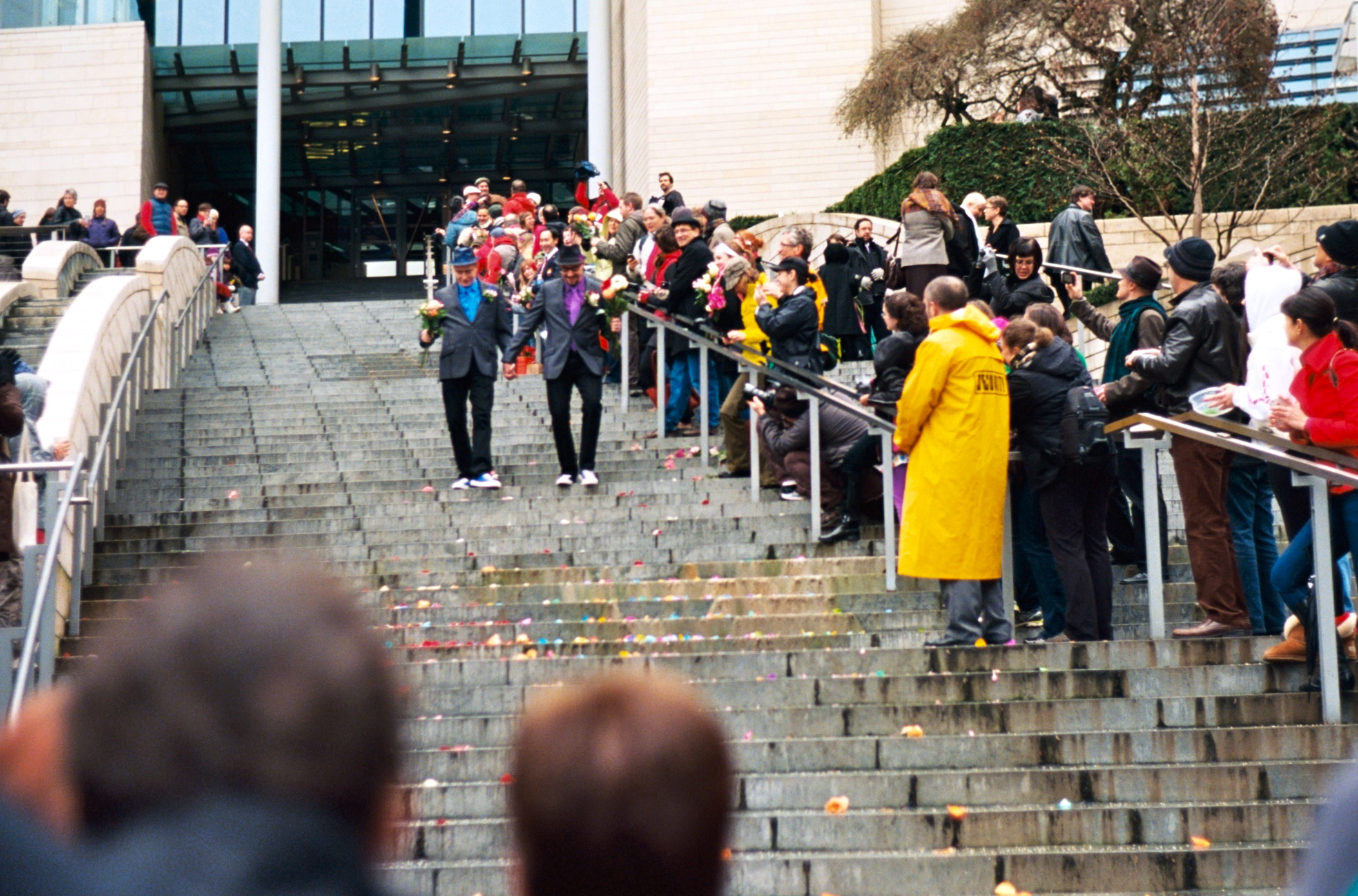
Однополые супруги на выходе из Здание мэрии (Сиэтл) в первый день после вступления в силу закона об однополых браках в штате Вашингтон

В 1997 году Палата представителей штата Вашингтон приняла местный Закон о защите брака, фактически запрещавший однополые браки. Однако Гэри Локк, губернатор Вашингтона наложил на этот законопроект вето, указав при этом на его деструктивность и бесчеловечность. Не смотря на вето губернатора, в 1998 году в Палате представителей и Сенате штата был принят закон, определявший брак как союз мужчины и женщины.
В 2004 году призыв президента Джорджа Уокера Буша внести гомофобные поправки в конституцию страны, которые запрещали бы однополые браки, привёл к массовым акциям протеста со стороны сообщества ЛГБТ. Правозащитники стали активней бороться за право на браки для лесбиянок и геев. В марте 2004 года несколько однополых пар обратились за свидетельством о заключении брака в офис округа Кинг, и, когда им в этом было отказано, подали иск в верховный суд округа Кинг, начав процесс, получивший название «Андерсен против округа Кинг». В августе 2004 года суд вынес решение в пользу истцов и признал Закон о защите брака штата Вашингтон от 1998 года неконституционным. В сентябре 2004 года несколько однополых пар подали соответствующий иск в верховный суд округа Терстон, который также признал за ними законное право на брак. В 2005 году оба дела были объединены и переданы в верховный суд штата, который 26 июля 2006 года вынес решение в пользу ответчиков.
Тем не менее, уже в 2007 году Кристин Грегуар, губернатор Вашингтона подписала закон о гражданском партнёрстве для однополых пар и не состоящих в браке, но проживающих совместно гетеросексуальных пар. В 2008 году закон был расширен, таким образом предоставив людям, заключившим гражданское партнёрство все права людей, состоявших в официальных браках. Тогда же в штате начали признавать однополые гражданские партнёрства, заключённые в других юрисдикциях. На референдуме в ноябре 2009 года избиратели штата первыми в США одобрили гражданские партнерства для однополых пар.
С 2011 года штат Вашингтон стал признавать однополые браки, заключенные в других юрисдикциях, эквивалентными гражданскому партнёрству, заключённому в самом штате. В январе 2012 года Сенат штата принял закон о легализации однополых браков (28 «за», 21 «против»), ранее принятый Палатой представителей штата (55 «за», 43 «против»). 13 февраля 2012 года губернатор штата подписала закон об однополых браках в штате Вашингтон. Но противники законопроекта приостановили его действие, потребовав провести по нему референдум. На референдуме в ноябре 2012 года избиратели штата одобрили (53,7 % «за», 46,3 % «против») закон об однополых браках, после чего 6 декабря того же года он окончательно вступил в силу. Закон также предусматривал, что зарегистрированные в штате с 30 июня 2014 года гражданские партнерства автоматически конвертируются в браки, если ранее они не были расторгнуты.

## Усыновление
Закон штата Вашингтон разрешает совершеннолетним гражданам, имеющим юридическое основание, ходатайствовать об усыновлении без учёта семейного положения. Однополые пары могут усыновлять/удочерять совместно, когда оба не являются биологическими родителями ребёнка, или по отдельности, когда партнёр усыновляет ребёнка, биологическим родителем которого является его партнёр. Семейным лесбиянкам разрешён доступ к ЭКО. С 1 января 2019 года в штате Вашингтон вступил в силу закон, разрешающий коммерческое суррогатное материнство, которым может воспользоваться каждый житель штата независимо от его пола, семейного положения и сексуальной ориентации.

## Федеральный подоходный налог
В мае 2010 года Налоговое управление США (IRS) постановило, что правила этой службы, регулирующие доходы от общей собственности для супружеских пар, распространяются и на однополые браки и гражданские партнёрства, подающие налоговые декларации в штатах, где признаётся юридический статус таких пар. Супружеским парам с зарегистрированным гражданским партнерством в Вашингтоне необходимо сначала объединить свой годовой доход, вычесть из суммы стандартный вычет и налоговые льготы. Полученная сумма является налогооблагаемым доходом супругов, из которой ими выплачивается общий федеральный подоходный налог.
Подоходный налога на уровне штата в Вашингтоне не взимается. При определенных обстоятельствах Налоговое управление США позволяет семейным парам игнорировать правила общей собственности. С апреля 2011 года Вашингтон признал однополые браки, заключенные в других юрисдикциях, эквивалентными местному гражданскому партнерству, в результате чего правила общей собственности теперь применяются и к этим парам, если они проживают на территории Вашингтона.

## Законы против дискриминации

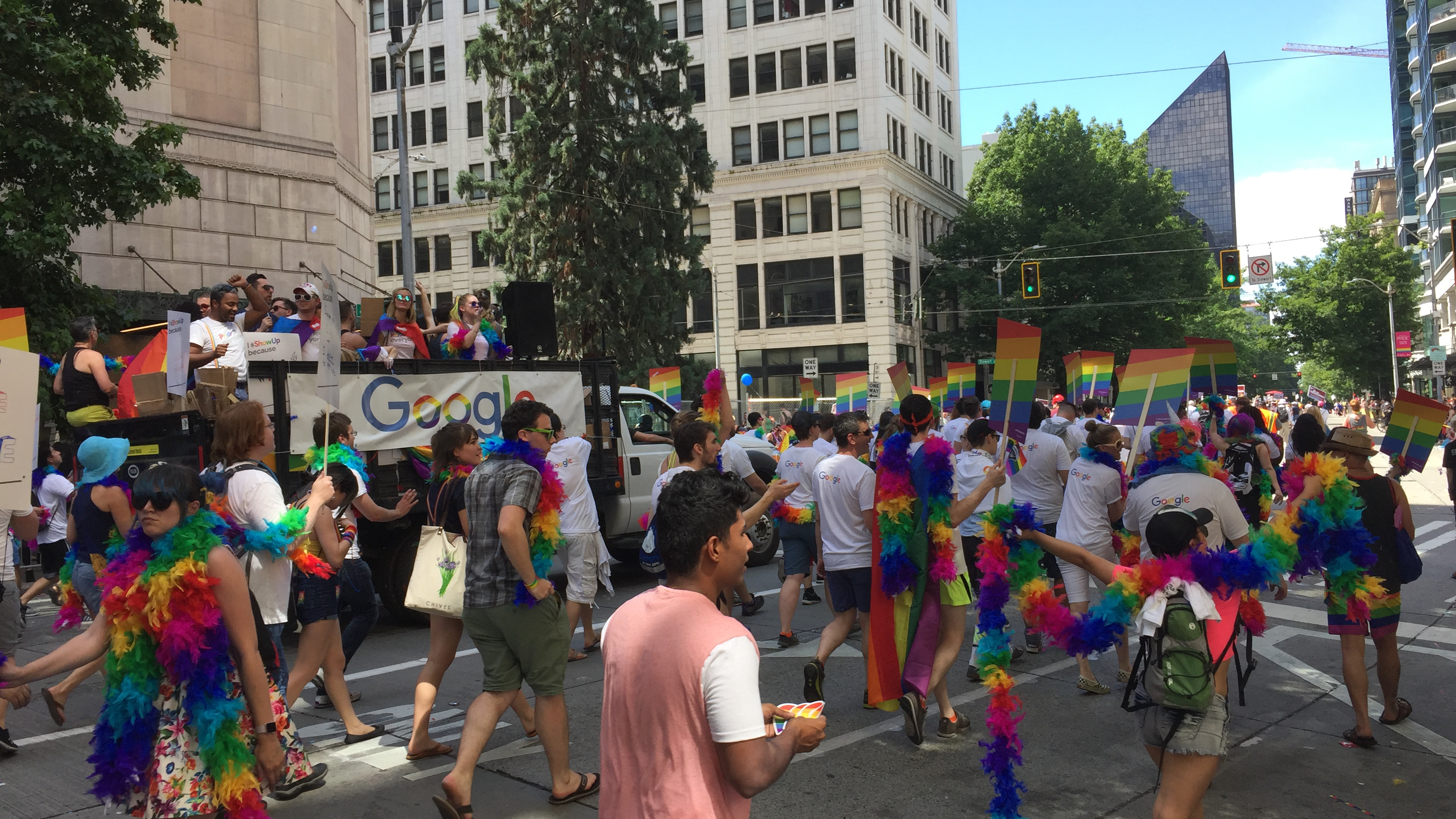
Google на гей-прайде в Сиэтле в 2017 году

С 1991 года в штате Вашингтон действовал указ Бута Гарднера, губернатора Вашингтона, запрещавший дискриминацию по признаку сексуальной ориентации в сфере занятости. Закон штата Вашингтон, запрещающий любую дискриминацию по признаку сексуальной ориентации и гендерной идентичности или гендерного выражения — билль 2661, был принят Законодательным собранием штата 27 января 2006 года, подписан губернатором и окончательно вступил в силу 8 июня 2006 года.
7 марта 2014 года Марк Змьюдей подал иск в Верховный суд округа Кинг против Истсайдской римско-католической школы и римско-католической архиепархии в Сиэтле, обвиняя их в незаконном увольнении с должности помощника директора школы и тренера по плаванию в декабре 2013 года после того, как руководству школы стало известно о том, что он вступил в однополый брак в июле того же года. Архиепархия была названа в качестве ответчика, потому что истца уволили с работы по требованию руководства архиепархии.
В феврале 2015 года компания «Цветы Арлин» в Ричленде была оштрафована на тысячу долларов за нарушение государственного закона о борьбе с дискриминацией и отказ предоставить цветы для однополой свадьбы. В феврале 2017 года Верховный суд Вашингтона единогласно оставил в силе этот штраф, указав, что ответчик, в соответствии с положениями Конституции США о свободе совести или свободе слова, не имела права отказывать в предоставлении услуг однополым супругам из-за своих религиозных убеждений.
Кроме того, закон штата о борьбе с издевательствами запрещает издевательства по признакам пола, расы, религии и отношения к религии, цвета кожи, национальности, сексуальной ориентации, гендерного выражения, гендерной идентичности, военного статуса и по отношению к ветеранам войны, при наличии каких-либо сенсорных и психических расстройств или инвалидности, при использовании специально обученного гида-собаки или служебного животного. Закон также прямо включает наказания за киберзапугивание и преследование и распространяется на все государственные учреждения и учреждения нанятые государством, включая школы.

## Законы о преступлениях на почве ненависти
Закон штата Вашингтон устанавливает уголовную ответственность за «злонамеренное преследование» и насилие, мотивированное сексуальной ориентацией жертвы или гендерной идентичностью и гендерным выражением. Кроме того, в октябре 2009 года конгрессом США был принят закон Мэтью Шепарда и Джеймса Берда-младшего о предотвращении преступлений на почве ненависти, который также включал преступления, мотивированные фактической или предполагаемой сексуальной ориентацией или гендерной идентичностью жертвы. Действие этого федерального закона также распространяется и на штат Вашингтон.

## Гендерные идентичность и выражение
Трансгендеры в штате Вашингтоне могут поменять гражданский пол в свидетельстве о рождении, предоставив в Департамент здравоохранения штата копию действующего свидетельства о рождении, заверенную копию постановления суда об изменении имени, заполненный судебный бланк заявления об изменении юридического имени и заявление от своего лица с информацией, указанной в текущем свидетельстве о рождении: именем, датой и местом рождения, именами родителей. Трансгендеры также могут поменять гражданский пол на основании водительских прав и удостоверений личности.
В феврале 2016 года Сенат штата проголосовал за отклонение законопроекта (24 «за», 25 «против»), отменявшего новое правило, введённое Комиссией штата Вашингтон по правам человека, которое позволяло бы транссексуалам пользоваться общественными туалетами, соответствующими их гендерной идентичности. Попытка сторонников законопроекта провести по нему ещё одно голосование в ноябре 2016 года провалилась, так, как им не удалось для этого собрать достаточно подписей. С 27 января 2018 года Департамент здравоохранения штата Вашингтон разрешил всем гражданам регистрировать в свидетельствах о рождении свой пол как «гендер Х».

## Конверсионная терапия
13 февраля 2014 года Палата представителей штата проголосовала (94 «за», 4 «против») за законопроект, запрещающий медицинским работникам попытки изменить сексуальную ориентацию у несовершеннолетних. Сенат штата, контролируемый Коалицией большинства, проигнорировал законодательную инициативу.
В 2015 году с некоторым изменениями этот закон был снова принят палатой представителей (60 «за», 37 «против»). В марте 2015 года законопроект направили в сенат штата, который в апреле того же года опять отклонил его (22 «за», 27 «против»).
Когда в конце 2017 года в сенате штата большинство перешло к членам Демократической партии США, 19 января 2018 года законопроект 5722, запрещающий конверсионную терапию, был, наконец, принят (32 «за», 16 «против»), причем 1 сенатор был «изгнан из зала» из-за хулиганского поведения. Затем закон был принят палатой представителей (66 «за», 32 «против»), после чего закон опять вернули в сенат штата из-за внесённых в него поправок. После принятия закона с поправками в сенате штата (33 «за», 16 «против»), Джей Инсли, губернатор Вашингтона подписал закон 28 марта 2018 года. Закон окончательно вступил в силу 7 июня 2018 года.
До этого в штате Вашингтон конверсионная терапия среди несовершеннолетних была запрещена в городе Сиэтл, где 1 августа 2016 года, по предложению комиссара Лорены Гонсалес, запрет был единодушно одобрен остальными восемью городскими комиссарами. Мэр Эд Мюррей 3 августа того же года подписал соответствующий указ, внесённый в городской кодекс Сиэтла под номером 14.21. Запрет начал действовать в Сиэтле со 2 октября 2016 года.

## Общественное мнение
Опрос, проведённый в 2017 году Институтом исследования общественного мнения (PRRI), показал, что 73 % жителей штата Вашингтон поддерживают однополые браки, 21 % против и 6 % не имеют однозначного мнения по этому вопросу.

## Сводная таблица прав ЛГБТ в штате Вашингтон
| Декриминализация однополых отношений                            | Да       | c 1976 |
| Равный возраст сексуального согласия для ЛГБТ и гетеросексуалов | Да       |        |
| Антидискриминационные законы в сфере занятости                  | Да       | с 1991 |
| Антидискриминационные законы при предоставлении товаров и услуг | Да       | с 2006 |
| Антидискриминационные законы во всех других областях            | Да       | с 2006 |
| Брак для однополых пар                                          | Да       | с 2012 |
| Право на усыновление детей однополыми семьями                   | Да       |        |
| Право на усыновление ребёнка партнёра в однополых семьях        | Да       |        |
| Право на усыновление детей одинокими ЛГБТ                       | Да       |        |
| Право на ЭКО и суррогатное материнство для ЛГБТ                 | Да       | с 2019 |
| Право на прохождение службы армии для ЛГБТ                      | Да       | с 2011 |
| Конверсионная терапия запрещена для несовершеннолетних          | Да       | с 2018 |
| Право на изменение гражданского пола                            | Да       |        |
| Право МСМ быть донорами крови                                   | Частично |        |